# Казахстан на Дечјој песми Евровизије
Казахстан је дебитовао на Дечјој песми Евровизије 2018. године која се одржала у Минску.

## Представници
| Година    | Извођач(и)                          | Песма                      | Пласман          | Поени            |
| --------- | ----------------------------------- | -------------------------- | ---------------- | ---------------- |
| 2018      | Daneliya Tuleshova                  | Ózińe sen                  | 6.               | 171              |
| 2019      | Yerzhan Maksim                      | Armanyńnan Qalma           | 2.               | 227              |
| 2020      | Karakat Bashanova                   | Forever                    | 2.               | 152              |
| 2021      | Álınur Khamzin & Beknur Zhanibekuly | Ertegı älemı (Fairy World) | 8.               | 121              |
| 2022      | David Charlin                       | Jer-Ana (Mother Earth)     | 15.              | 47               |
| 2023-2025 | Нису учествовали                    | Нису учествовали           | Нису учествовали | Нису учествовали |